# Vishnu Madav Ghatage
Vishnu Madav Ghatage (Hasur, Índia britânica, 24 de outubro de 1908 – Bangalore, Karnataka, 6 de dezembro de 1991) foi um engenheiro aeronáutico indiano, conhecido por suas contribuições conceituais pioneiras à engenharia aeronáutica da Índia. Chefiou a equipe que projetou e desenvolveu o HAL HT-2, o primeiro avião projetado e construído na Índia. Foi reconhecido pelo Governo da Índia em 1965, recebendo o prêmio Padma Shri, a quarta maior distinção civil da Índia, por seus serviços prestados à nação.

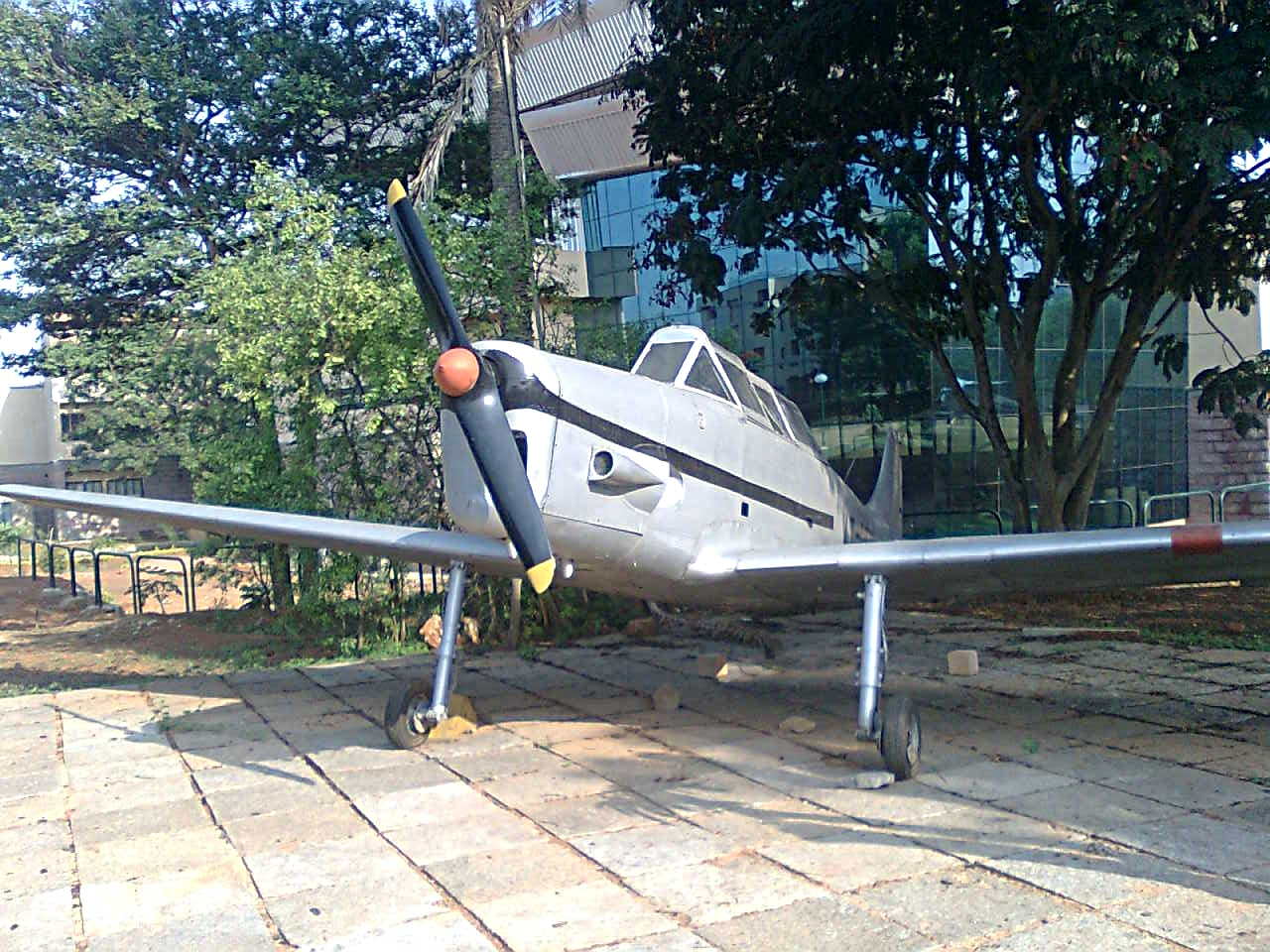
HAL HT-2

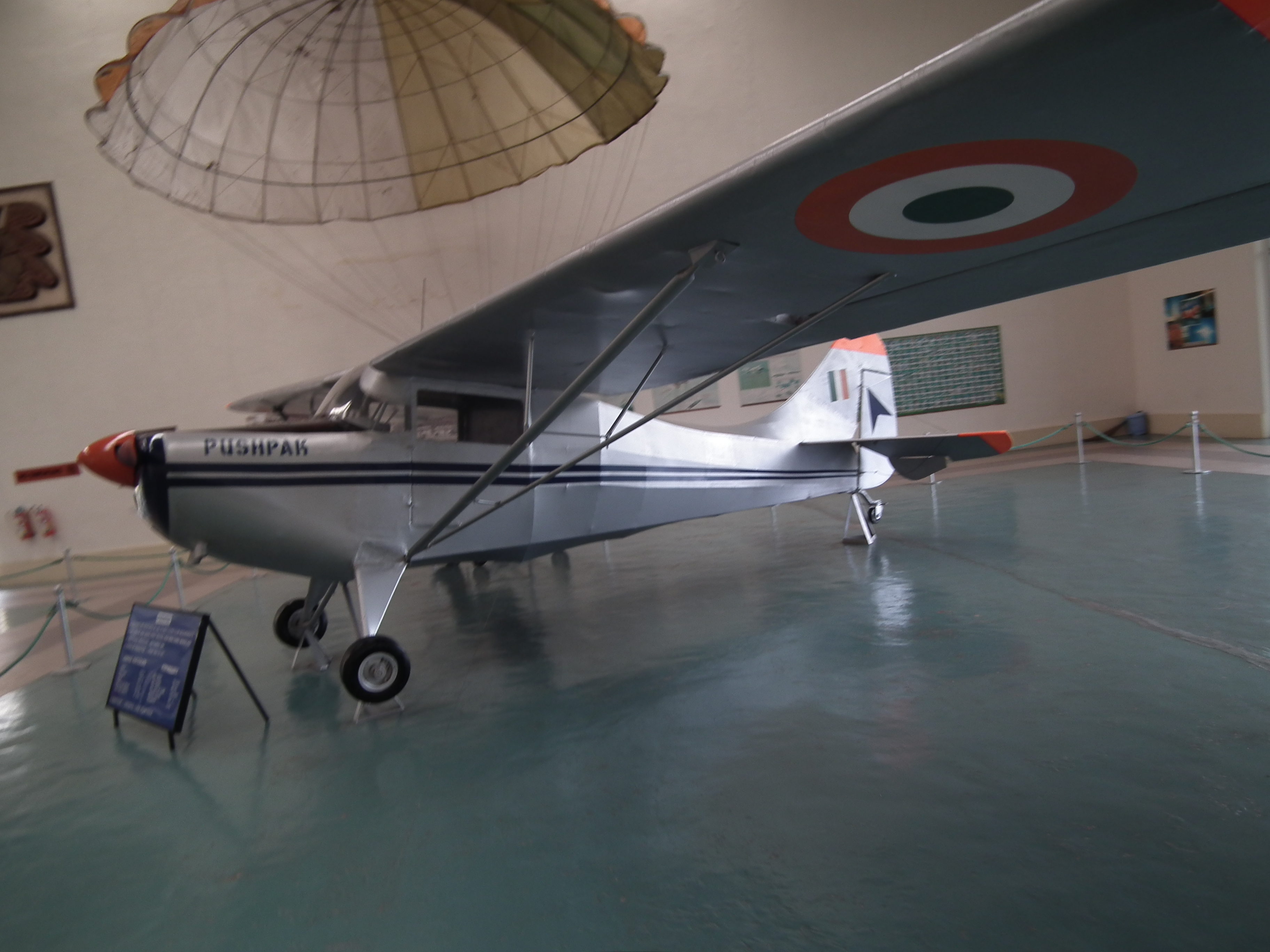
HAL Pushpak no HAL Museum

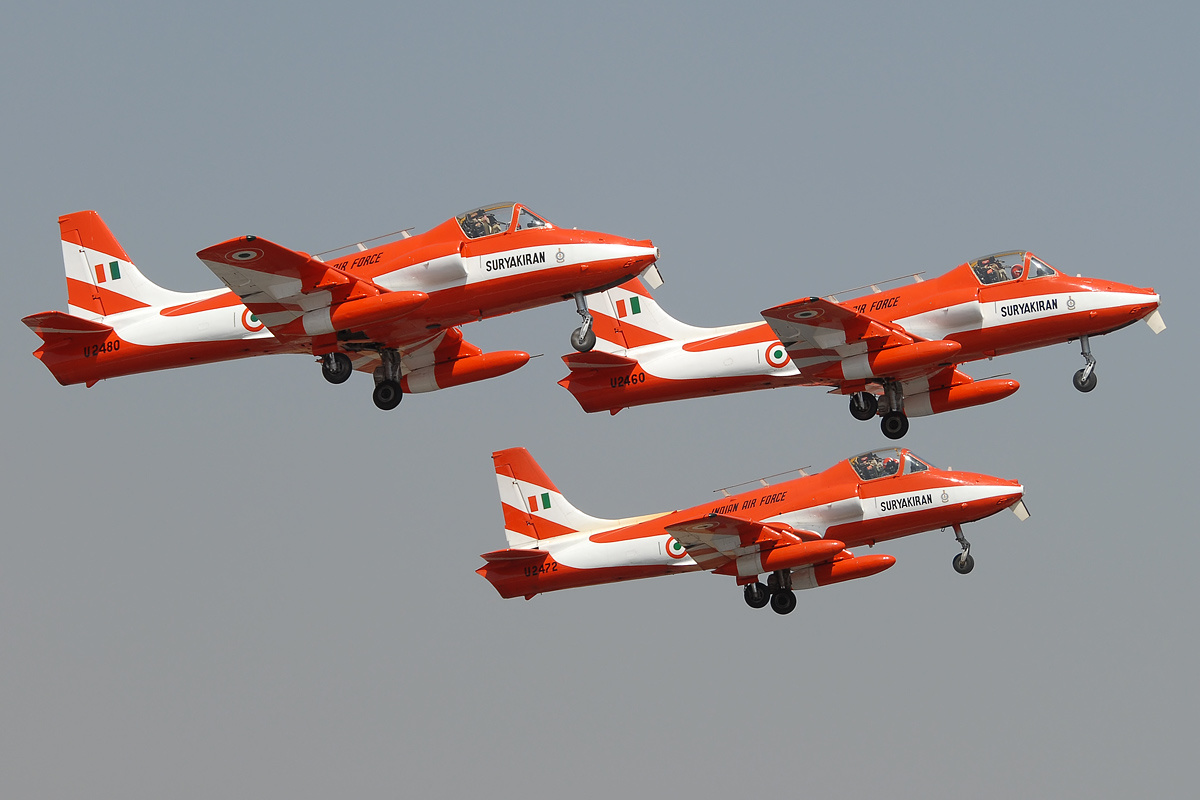
HAL Kiran

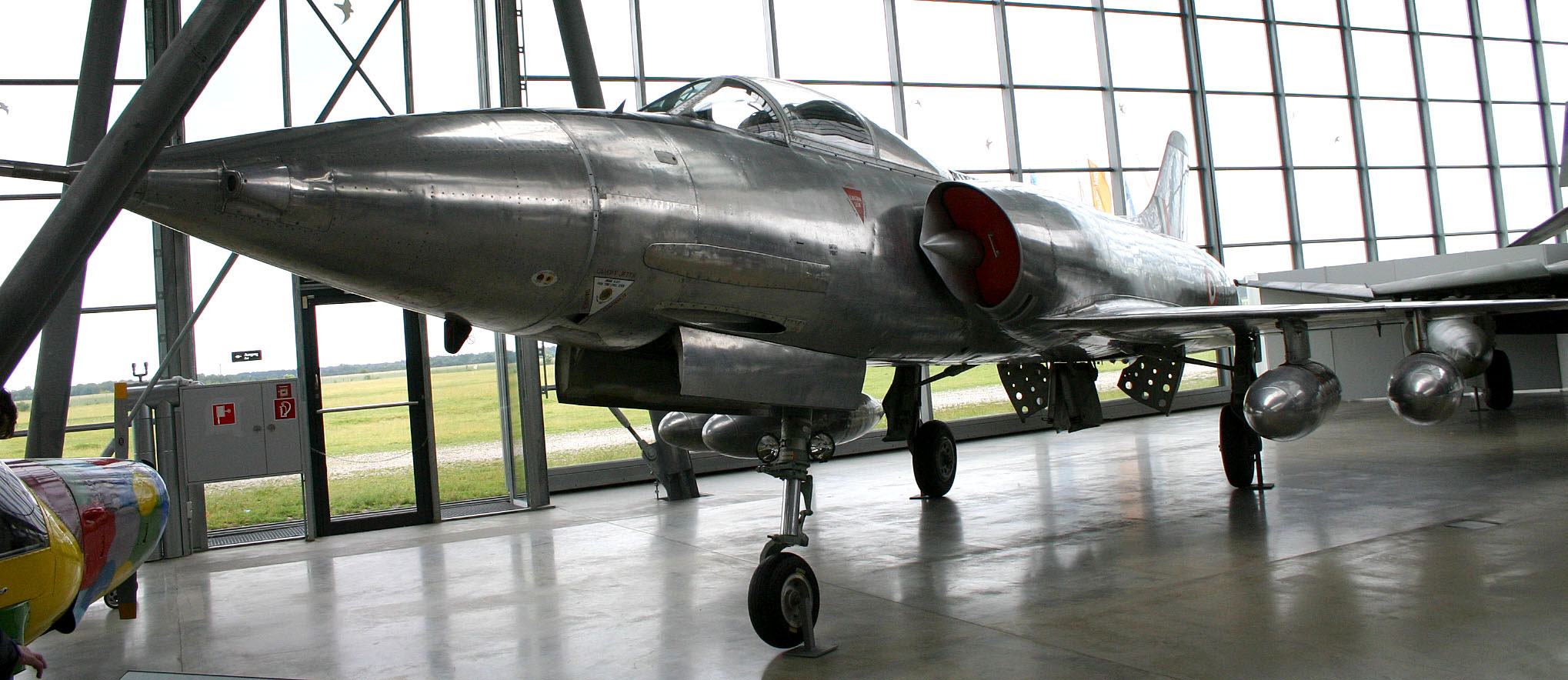
HAL HF-24

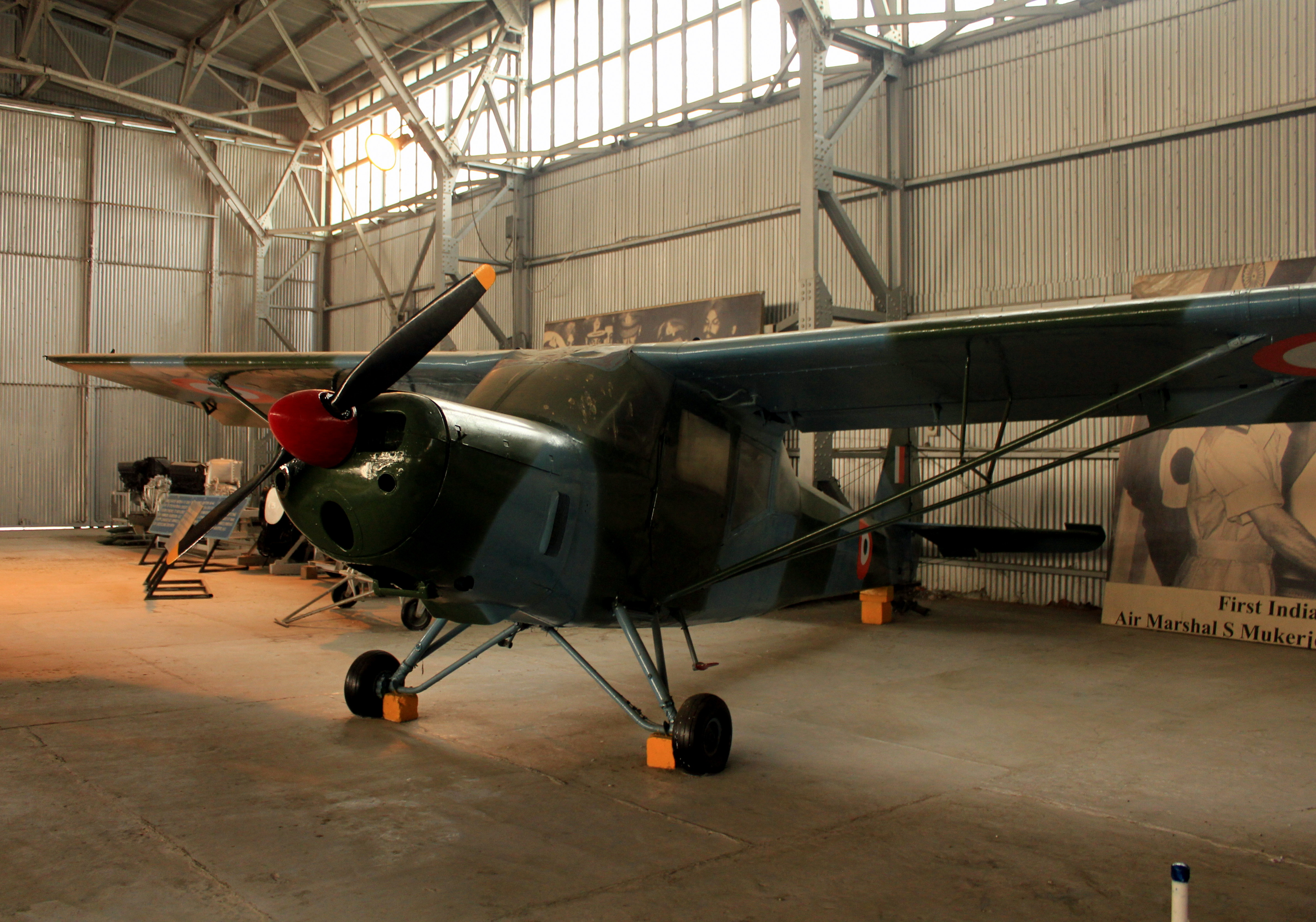
HAL Krishak